# If I Die Young
«If I Die Young» («Если я умру молодой») — песня американской кантри-группы The Band Perry, посвящённая теме ранней смерти и вышедшая в качестве 2-го сингла с первого студийного альбома The Band Perry (2010).
Автором песни стала основная вокалистка группы Кимберли Перри, а продюсерами Нэтан Чапман и  Пол Уорли. Песня и видео получили множество наград и номинаций, среди них Грэмми в категории Лучшая кантри-песня, награда Ассоциации кантри-музыки CMA Awards в престижной категории «Лучшая песня года» (Song of the Year) и другие.
Rolling Stone поместил песню на 162-е место в своем рейтинге 200 величайших кантри-песен всех времен.

## История
Сингл вышел 7 июня 2010 года на студии Republic Nashville и получил положительные отзывы музыкальной критики и интернет изданий. Песня получила премию Грэмми, победив в категории Лучшая кантри-песня.
В мае 2011 года, когда тираж песни достиг 2 млн копий, она стала 11-в истории жанра кантри песней, достигшей этого рубежа, а из всех кантри-групп их трио The Band Perry в результате стало лишь 4-м в истории музыкальным коллективом после Lady Antebellum, Zac Brown Band и Rascal Flatts с таким успешным синглом.
«If I Die Young» достиг 1 места в чарте «Hot Country Songs» и «Adult Contemporary» и стал четырежды платиновым в США.
К июню 2014 года тираж сингла превысил 4,74 млн копий, что сделало его кантри-бестселлером № 4 в истории США.
Музыкальное видео было снято Дэвидом Маклистером (David McClister), а премьера прошла 27 мая 2010 года на CMT. Видео получило несколько номинаций на награды: CMT Music Awards, Inspirational Country Music Awards, American Country Awards.
Если я умру молодой,

Уложите меня на постель из роз,

Дайте мне утонуть в рассветной реке,

Развейте меня

Вместе со словами песни о любви

Господи, сделай меня радугой,

Я буду сиять своей матери,

Она будет знать,

Что я в безопасности с тобой...Кимберли Перри (The Band Perry)

## Награды и номинации
Источник:.
| Год  | Ассоциация                         | Категория                                                     | Результат |
| ---- | ---------------------------------- | ------------------------------------------------------------- | --------- |
| 2011 | 53-я церемония «Грэмми»            | Best Country Song — «If I Die Young»                          | Номинация |
| 2011 | Academy of Country Music Awards    | Single Record of the Year — «If I Die Young»                  | Номинация |
| 2011 | Academy of Country Music Awards    | Song of the Year — «If I Die Young»                           | Номинация |
| 2011 | Billboard Music Awards             | Top Country Song — «If I Die Young»                           | Номинация |
| 2011 | CMT Music Awards                   | Video of the Year — «If I Die Young»                          | Номинация |
| 2011 | CMT Music Awards                   | Group Video of the Year — «If I Die Young»                    | Номинация |
| 2011 | CMT Music Awards                   | USA Weekend Breakthrough Video of the Year — «If I Die Young» | Победа    |
| 2011 | Teen Choice Awards                 | Choice Music: Country Single — «If I Die Young»               | Номинация |
| 2011 | Inspirational Country Music Awards | Inspirational Video — «If I Die Young»                        | Номинация |
| 2011 | Country Music Association Awards   | Single of the Year — «If I Die Young»                         | Победа    |
| 2011 | Country Music Association Awards   | Song of the Year — «If I Die Young»                           | Победа    |
| 2011 | Country Music Association Awards   | Music Video of the Year — «If I Die Young»                    | Номинация |

## Чарты
| Чарт (2010-12)                           | Высшая позиция |
| ---------------------------------------- | -------------- |
| Канада (Billboard Canadian Hot 100)      | 48             |
| Ирландия (IRMA)                          | 37             |
| South Korea International Singles (Gaon) | 16             |
| Великобритания (OCC UK Singles)          | 82             |
| США (Billboard Hot 100)                  | 14             |
| США (Billboard Adult Contemporary)       | 1              |
| США (Billboard Adult Pop Airplay)        | 4              |
| США (Billboard Hot Country Songs)        | 1              |
| США (Billboard Pop Airplay)              | 12             |

| Чарт (2010)                  | Позиция |
| ---------------------------- | ------- |
| US Billboard Hot 100         | 92      |
| US Country Songs (Billboard) | 37      |

| Чарт (2011)                       | Позиция |
| --------------------------------- | ------- |
| US Billboard Hot 100              | 35      |
| US Country Songs (Billboard)      | 82      |
| US Pop Songs (Billboard)          | 49      |
| US Adult Contemporary (Billboard) | 13      |
| US Adult Pop Songs (Billboard)    | 22      |

### Сертификации
| Регион                                                      | Сертификация  | Продажи   |
| ----------------------------------------------------------- | ------------- | --------- |
| Канада (Music Canada)                                       | Платиновый    | 80 000*   |
| Великобритания (BPI)                                        | Серебряный    | 200 000   |
| США (RIAA)                                                  | 7× Платиновый | 7 000 000 |
| ^ Данные о тиражах приведены только на основе сертификации. |               |           |